# 神取道宏
神取道宏（日语：／ Kandori Michihiro ?，1959年8月21日—），当今在日本经济学界活跃中的年轻经济学家，现为东京大学经济学教授，东京财团假想制度研究所（VCASI）研究员，计量经济学会研究员。神取的主要研究领域为微观经济学、进化博弈论、信息、契约和组织理论。
2002年被授予日本经济学会专门为鼓励有希望的年轻经济学家而设立的中原獎（Nakahara Prize）。

## 生平
- 1982年3月 东京大学经济学学士
- 1989年7月 宾夕法尼亚大学经济学助教授
- 1989年9月 斯坦福大学经济学博士
- 1990年7月 普林斯顿大学经济学助教授
- 1992年6月 东京大学经济学部助教授
- 1996年4月 东京大学大学院经济学研究科助教授
- 1999年7月 东京大学大学院经济学研究科教授
- 2019年 東京大學特別教授

## 发表论文
- 参照外部链接中的神取道宏研究业绩链接